# 金志遙
金志遙（1977年10月28日—），本名林大晉，又名「精靈」，是台灣男歌手、導演。現任亞洲心動娛樂台灣區總經理、心動藝能娛樂總監、藝路合國際娛樂新媒體總監。

## 演藝生涯
林大晉因1995年12月由中視《歡樂傳真》主辦、由孫德榮所屬威聚國際企劃執行的香港四大天王模仿大賽〈四大天王就是你〉模仿郭富城正式出道，與勞光宇組成團體Postm2n。與羅志祥都是以模仿郭富城為名。
1996年由王珍妮帶領初啼合唱《請等一下，郵差先生》一曲，隨後與勞光宇兩人發行Postm2n第一張專輯《愛給你》。
1996年Postm2n團體加上同門師弟“四大天王”（羅志祥、歐漢聲、陳顯政和陳霆叡）一起代言《恰恰50機車》並推出合唱單曲《恰恰舞池》
1998年加入新成員王仁甫成為Postm3n並發行第二張專輯《一級棒》。三人當時與“四大天王”被稱為孫總的威聚“七小福”，算是（以年紀算）二師兄及團長。
1999年Postm3n最後成員因兵役因素宣告解散。
2005年到郎祖筠的春河劇團擔任行政和表演學堂舞蹈老師。
2008年發行以太極為元素的舞蹈作品書《晉舞19》。
2009年發行《舞林大特搜》舞蹈雜誌。
2011年發行首張EP《JIN距離》。
2012年-2014年在犀影力影像製作拍了不少的MV與微電影。
2014年4月，昔日師弟羅志祥擔任歌曲製作人為林大晉取名「精靈」，林大晉以《精靈》（其英文名稱諧音）作為其個人首張專輯的名稱。
2014年5月18日由羅志祥籌備在ATT SHOW BOX舉辦《林大晉JIN LIN精靈誕生個人首場演唱會》。
2014年7月30日在因5月18日當日無法到場支持的粉絲，決定臺北Legacy加開精靈誕生慶功演唱會。
2015年2月創建新媒體平台藝拍集合，同時成為馬來西亞內衣廠商"Nasse"，網路遊戲"天書世界"及眼鏡廠商"OMGTW"三個產品代言人
2015年12月18日發行專輯《JIN化論》。
2016年2月，出道20周年紀念，在臺北花漾舉辦『精靈重現演唱會』，並推出個人旅遊寫真書《想在東京遇見妳》及日文單曲《全ての愛をください》。
2016年10月在臺中Legacy加開『精靈重現演唱會in台中』。
2017年4月接下了禾雅時尚《Outdoor Team》包款的代言人。
2018年4月因父親逝世，取父親"金"為姓氏改藝名為「金志遙」紀念和父親的連結。
2018年8月8日發行專輯"JIN啓者"。
2018年11月11.26 東京Zepp Tokyo ジン・リン金志遙 日本初演
2019年7月加入史波奇體適能水適能新媒體總監。
目前經營兩個頻道：超能孩子王、菁姐好漾
2019年12月在台北西門紅樓河岸留言舉辦「精靈再現。藝拍集合音樂會」，並邀請遠從日本而來的歌曲 「怎麼辦」製作人永田佳之及音樂精靈井上侑擔任音樂會的特別嘉賓。這一次的音樂會是金志遙第一次以live band的形式獻唱。
2020年8月受亞洲電視旗下網際網路OTT平台聘請，擔任亞洲心動娛樂台灣區總經理。
2021年7月擔任監製，代理由郭雪芙蔡凡熙所主演的台灣俄羅斯合作大戲「20年的約定」召開媒體發佈會。
2021年10月擔任亞洲心動娛樂獨家節目「今天失眠了」綜藝節目主持人
2022年1月發行個人日文單曲「どう？」
2022年4月發行與琳妲合作的單曲【那個笨蛋That Idiot】
2022年8月23日發行單曲【壞的你】
2022年10月28日發行專輯"STORY"
2023年6月27日受邀與韓國歌手鄭有真合作的單曲【Need U Love U】
2024年1月1日民視轉播2024全嘉藝起來嘉義跨年晚會演唱嘉賓
2024年6月擔任心動藝能娛樂總監及藝路合國際娛樂新媒體總監
2024年6月打造 TIKTOK【我是呈龍】創下百萬流量佳績
2024年7月擔任有藝思創意空間技術總監及金華泓文創藝人顧問
2024年10月23日以林大晉一日限定29周年紀念參加FIF打歌舞台演唱會演唱【西洋棋】【壞的你】【MY GIRL】

## 作品

### 個人
- EP《JIN距離》（2011年7月22日）
- 專輯《精靈》（2014年4月25日）
- 專輯《JIN化論》（2015年12月18日）
- 日文單曲《全ての愛をください》（2016年2月28日）
- 專輯《JIN啓者》（2018年8月8日）
- 日文單曲《どう？》(2022年1月14日）
- 單曲《那個笨蛋》(2022年4月2日；與琳妲合作）
- 單曲《壞的你》(2022年8月23日）
- 專輯《STORY》（2022年10月28日）
- 單曲《Need U Love U》（2023年6月27日；與鄭有真合作）

### 團體
- 王珍妮《Please Mr. Postman》(1996年)
- 四大天王《Cha Cha舞池》(1996年)
- Postm2n《愛給你》(1997年)
- Postm3n《一極棒》(1998年)

### 書籍
- 《晉舞19》(2008年)
- 《舞林大特搜》(2009年)
- 《想在東京遇見妳》(2016年)

### 戲劇電影
- 《迴旋曲Rondo》(2011年)
- 《岔路》(2012年)
- 《爸爸...我的烏魚子!》(2013年)
- 《奇葩追女仔》(2017年)
- 《我不棒我們很想贏》(2019年)

## 影像導演及監製作品

### MV
- 《林大晉-單人舞》
- 《林大晉-聖誕回憶》
- 《古小偉-大眼妝》
- 《古小偉-顏色》
- 《民雄-太陽》
- 《阿布-賺到幾圓》

- 《瑞奇-倆個人如果在一起》
- 《林大晉-憨屘囝仔》
- 《林大晉-今天》
- 《林大晉-把愛都給我》
- 《林大晉-精靈》
- 《林大晉-愛情陷阱》
- 《林大晉-以愛為名》
- 《林大晉-去你的》
- 《林大晉-天書世界》
- 《林大晉-全ての愛をください 》
- 《林大晉-享受自由》
- 《林大晉-副歌》
- 《林大晉-廢虛》
- 《林大晉-42公里》
- 《梁一貞-離開以後》
- 《梁一貞-原來你並不快樂》
- 《張語噥-Tomorrow》
- 《金志遙 JIN-不要說再見Never Say Goodbye》
- 《金志遙 JIN-爸爸開好車Daddy’s Good Car》
- 《金志遙 JIN-どう？》

### 廣告
- 《基隆十大烏魚子篇》
- 《精靈林大晉Jin Lin X Nasse Intimate TVCF》
- 《精靈林大晉 Jin Lin X 吳婕新 Jacy Wu X Nasse Intimate TVCF》
- 《吳婕新 Jacy Wu X Nasse Intimate TVCF》
- 《OMGTW 2015 A/W [ Feat. Jin Lin 林大晉] OMGTW 2015 最新形象影片》
- 《Nasse X Jin Lin 林大晉 2016 形象短片 – RED》
- 《Nasse X Jin Lin 林大晉 2016 形象短片 – GREY》
- 《2017精靈林大晉x林匯喬代言與跨刀設計OutdoorTeam泰坦精靈後背包》
- 菸害微電影《穿越一縷菸》勵志篇
- 《金志遙JIN 史波奇國際super.kids兒童科學體適能.水適能 創意形象廣告》

### 微電影
- 《網路爆紅短片淡定檳榔哥系列》
- 《岔路》
- 《絕對頻率》
- 《你有事嗎？戀愛Y世代系列》
- 《八星報喜系列》
- 《密室脫逃Miss摳摳哥系列》
- 《SOLITEINT - 2017原创微电影》
- 《【明天，我要和昨天的自己約會】勇氣篇 勵志愛情》
- 《我不棒我們很想贏》青春勵志微電影

### 戲劇
- 《俩個人如果能在一起》導演監製
- 《大話三國之三國志霸道》飾演 劉備
- 《大話三國2之三國志霸道》飾演 劉備
- 《重置玩家》飾演 志龍
- 《我們的愛逝青春》飾演 澤哥

## 演唱會
- 《新年新歌演唱會+四大天王演出》(1997年)
- 《第二年度新年新歌演唱會+四大天王演出》(1998年)
- 《林大晉JIN LIN精靈誕生個人首場演唱會》(2014年)
- 《林大晉JIN LIN精靈慶功演唱會》(2014年)
- 《JlN化論專輯在精靈重現演唱會》(2016年)
- 《JlN化論專輯在精靈重現演唱會in台中》(2016年)
- 《精靈再現。藝拍集合音樂會》(2019年)